# Карл Ціглер
Ка́рл Ва́льдемар Ці́глер (нім. Karl Waldemar Ziegler; 26 листопада 1898, Гельза, поблизу Касселя — 11 серпня 1973, Мюльгайм-на-Рурі) — німецький хімік.

## Біографія
Закінчив Марбурзький університет (1920), викладав там же (1923 — 26). Професор (1928 — 36) Гейдельберзького університету. Директор хімічного інституту при університеті в Галле (1936 — 43); директор Інституту дослідження вугілля імені Макса Планка в Мюльгаймі (1943 — 69), одночасно завідувач кафедрою в Вищій технічній школі Ахена (з 1947).

## Основні роботи
Основні праці з органічної хімії та хімії високомолекулярних сполук. Відкрив (1953) каталізатор на основі триетилалюмінію і галогенідів титану, на якому при низьких температурі і тиску вперше здійснив полімеризацію етилену в лінійний поліетилен. Це відкриття лягло в основу створення ряду змішаних каталізаторів (каталізаторів Ціглера — Натта) для синтезу стереорегулярних полімерів. Розробив промислові способи отримання бутадієну, вищих α-олефінів, вищих спиртів і карбонових кислот.

## Нобелівська премія
Нобелівська премія з хімії (1963, спільно з Джуліо Натта).